# Chasing the Dragon (filme)
Chasing the Dragon (追龍,  conhecido anteriormente como Rei dos Traficantes de Drogas),  é um filme honconguês de gênero ação e drama, dirigido por  Jason Kwan e Wong Jing. O filme é estrelado por Andy Lau, reprisando seu papel como Lee Rock, baseado na série de mesmo nome. Donnie Yen, como Crippled Ho.   O filme é sequência deTo Be Number One (1991).

## Elenco
- Andy Lau, como Lee Rock (雷洛; baseado em Lui Lok)
- Donnie Yen, como Crippled Ho (跛豪; baseado em Ng Sek-ho)
- Bryan Larkin
- Kent Cheng
- Wilfred Lau
- Philip Keung
- Michelle Hu
- Raquel Xu
- Chun Wong
- Philip Ng
- Kent Tong
- Niki Chow